# Salle de classe
Une salle de classe (en) ou salle de cours est une salle destinée à accueillir les élèves. Elle se trouve dans les écoles, collèges, lycées ou les universités. On y pratique l'enseignement. Une salle de classe contient du mobilier scolaire.

## Histoire

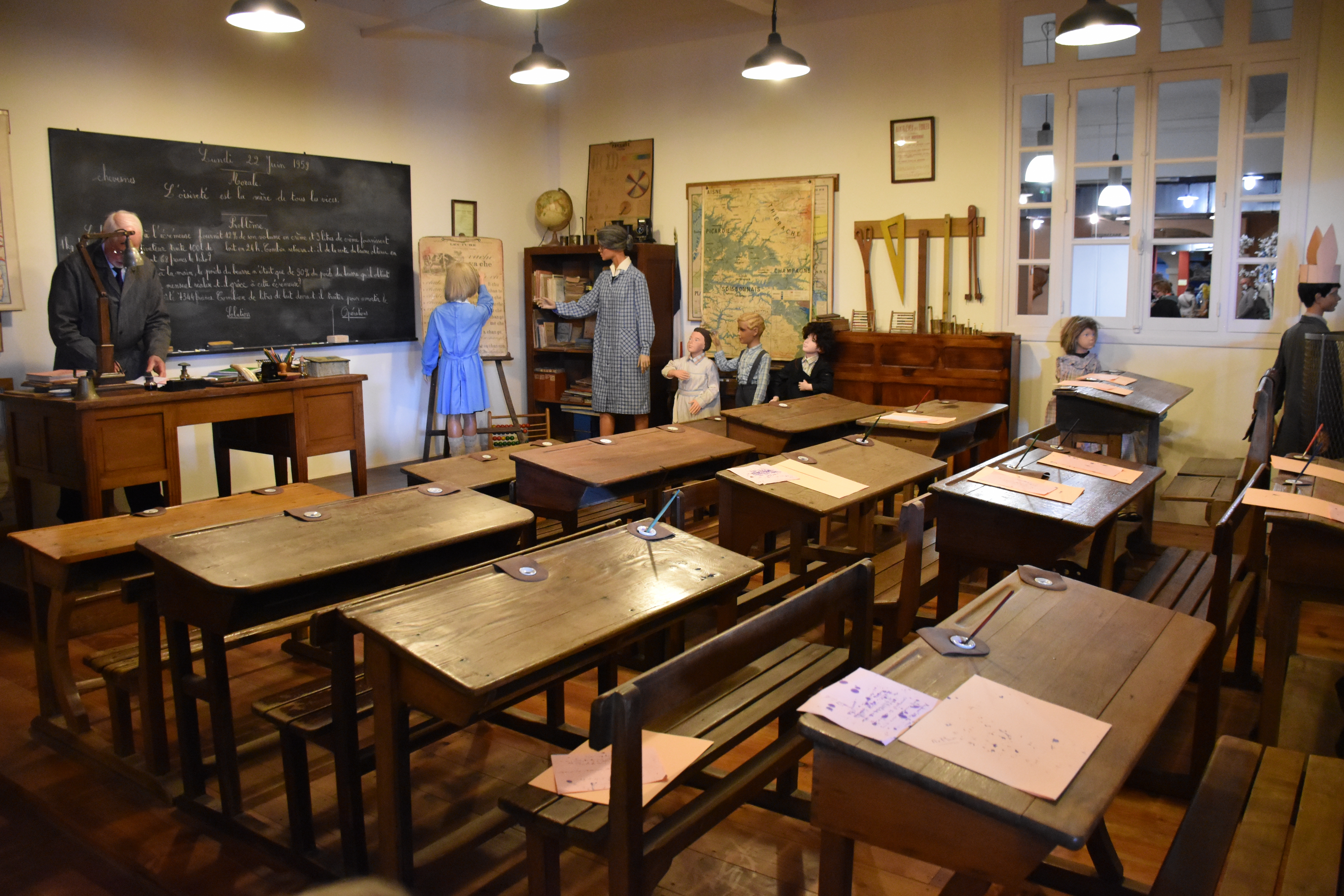
Reconstitution d'une salle de classe des années 50 - Musée des métiers d'antan de Saint-Quentin.

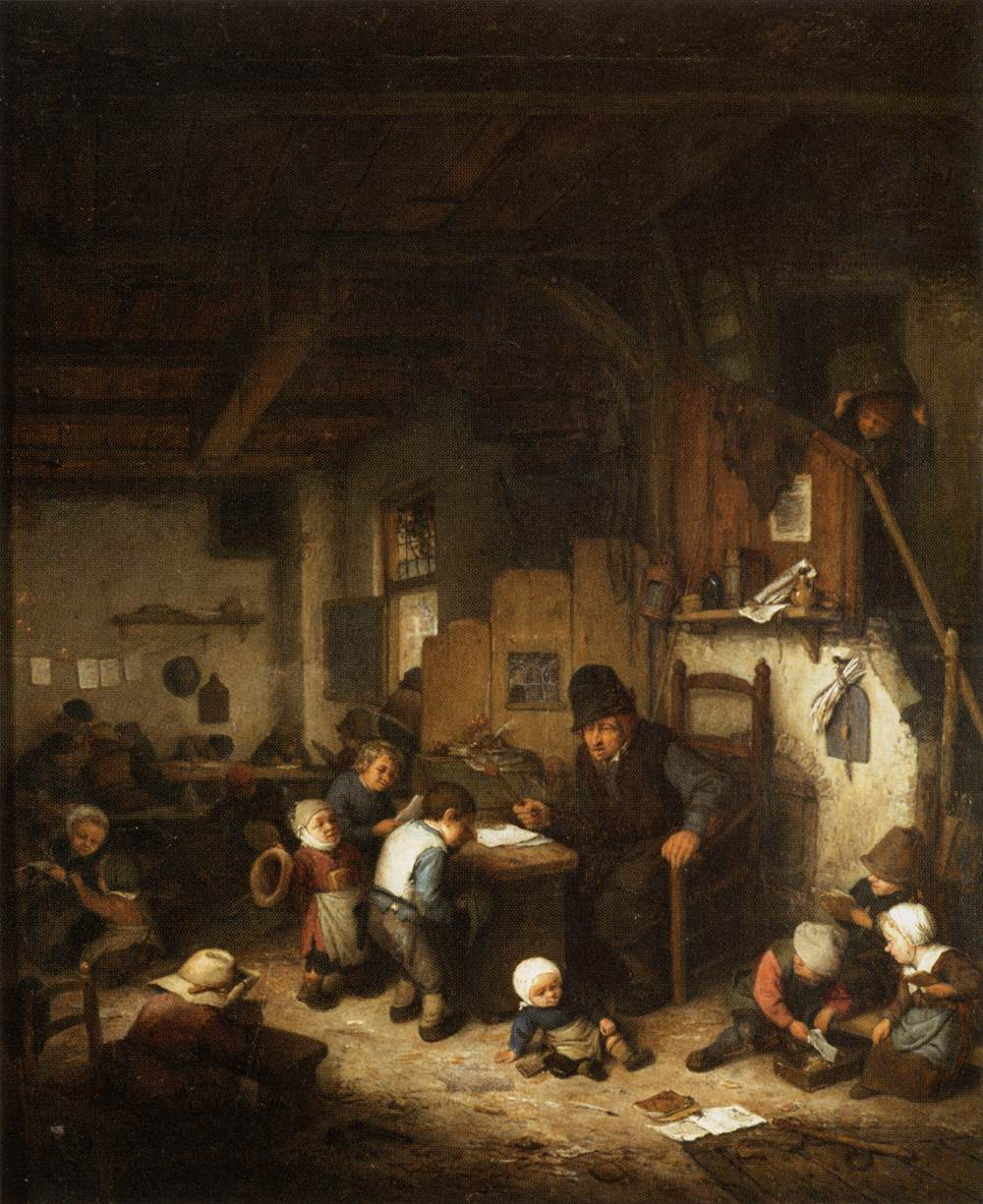
Une salle de classe au XVII è siècle.- Peinture de Adriaen van Ostade.

Au Moyen Âge, l'enseignement se déroule dans les églises et cathédrales sous la tutelle du clergé. Cette méthode est appliquée jusqu'à la renaissance, où les maîtres commencent à ouvrir les premières écoles et collèges privés. Les classes regroupent des enfants de tous les âges. À la campagne, le manque de moyen pousse les enseignants à faire l'école dans une salle dédiée dans leur logement. Durant le XIXe siècle, la démocratisation de l'école oblige à réfléchir à un nouveau mode de fonctionnement, les élèves sont séparés par âge, afin de facilité leur apprentissage.

## Configuration architecturale

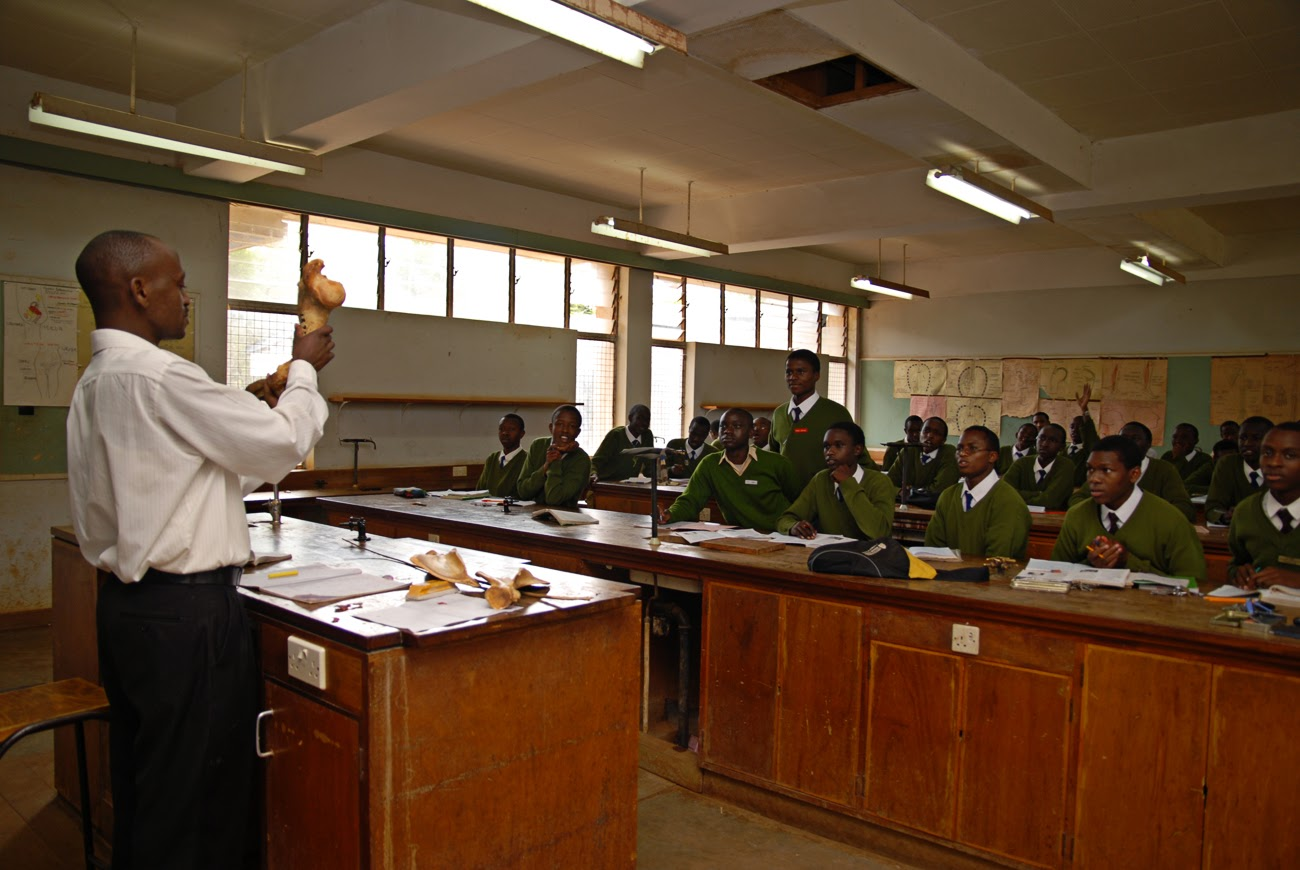
Un cours de biologie à l'Alliance High School au Kenya en mars 2008.

Une salle de classe est généralement de forme rectangulaire ou en forme d'hémicycle pour les amphithéâtres. L'accès à la salle ce fait depuis une porte donnant sur un couloir. En fonction de la capacité de la salle, la présence d'une ou plusieurs issue(s) de secours est obligatoire. Le mur extérieur est habillé de fenêtres en enfilade, afin de privilégier la lumière naturelle à l'éclairage artificiel.

### Acoustique
L'OMS recommande de ne pas dépasser un niveau de bruit de 35 décibels, mais l'acoustique des salles de classe est très souvent négligée, alors qu'elle est très importante pour la qualité des apprentissages. Le bruit réduit la capacité de concentration et d’exécution de certaines tâches cognitives et entraîne une augmentation des erreurs, ainsi qu'une diminution de la vitesse de travail. Certaines sources de bruit, comme le bruit des chaises et des tables, peuvent être atténuées grâce à l'utilisation de matériaux absorbants et réfléchissants appropriés. La forme et les dimensions des espaces d'enseignement jouent également un rôle dans la qualité sonore des lieux.

### Température et qualité de l'air
La température et la qualité de l'air peuvent avoir un impact sur les résultats scolaires des élèves.

#### Température
D'après certaines études, la température optimale d'une salle de classe se situe entre 21°C et 24°C. Entre 24°C et 32°C, on remarque une baisse de performance des élèves d'environ 1% par degré supplémentaire.

#### Qualité de l'air
Une partie des polluants présents à l'intérieur des salles de classe sont dus à la pollution atmosphérique. Les PM2,5 et l'oxyde d'azote produits par le trafic routier peuvent avoir des effets inflammatoires sur le système respiratoire des enfants.

## Aménagement

### Équipement de base

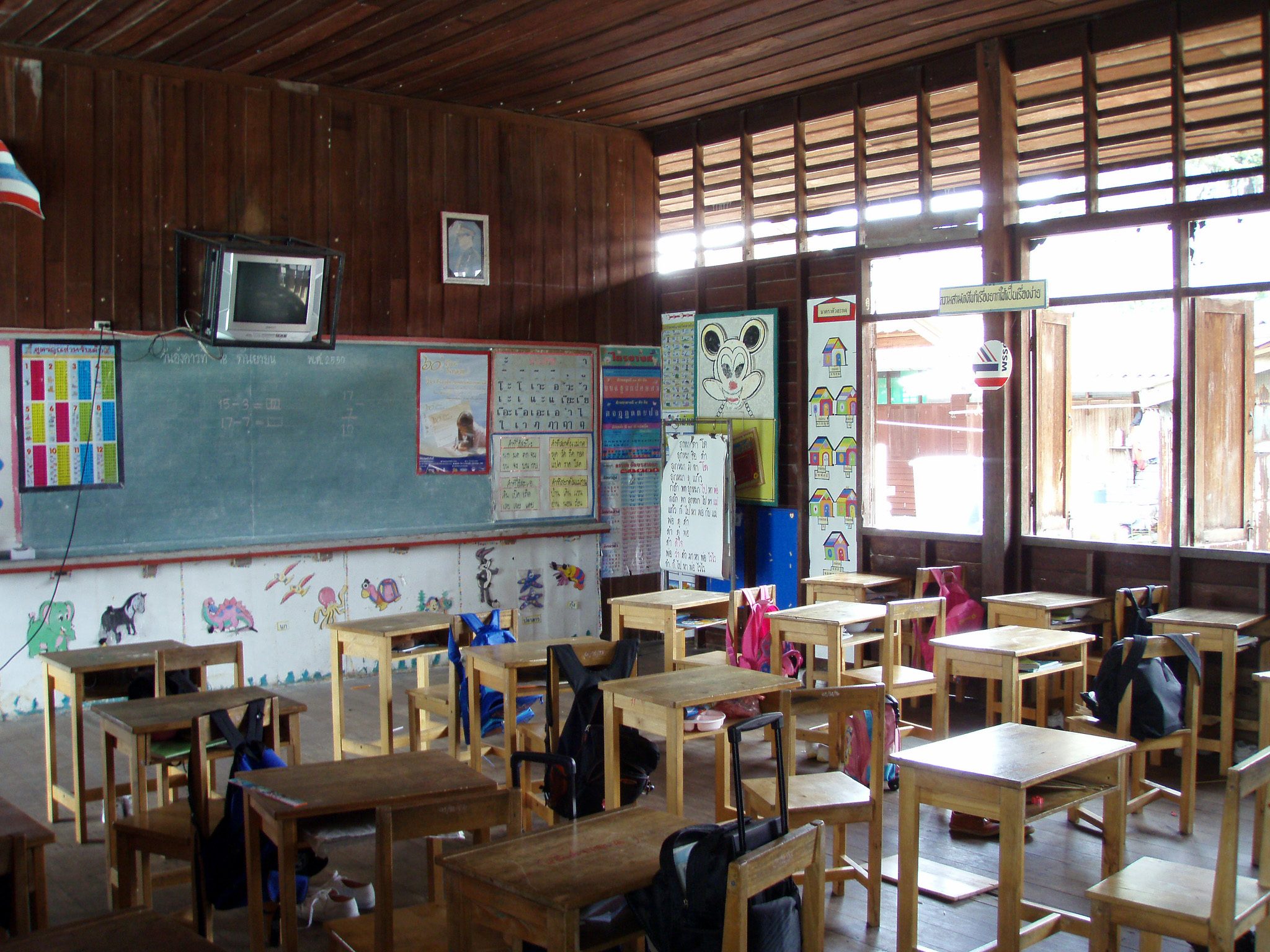
Salle de classe d'une école primaire en Thaïlande en septembre 2007.

Une salle de classe est généralement équipée :
- d'un tableau ;
- de tables et de chaises sur lesquelles étudient les élèves ; habituellement placées face au tableau ; autrefois, ces deux meubles étaient combinés en un seul, appelé pupitre. Les tables peuvent être organisé de différentes manières : en rangée, en « U » ou en îlot. La configuration en îlot est idéale pour permettre le travail en petit groupe d'élèves[6];
- d'un bureau et d'une chaise (parfois munie d'accoudoirs) pour l'enseignant placé face aux élèves ;
- d'un ou plusieurs plusieurs meubles (armoires, casiers, bibliothèques pour le rangement du matériel et des fournitures ;
- d'affiches pédagogiques.

#### Tableau

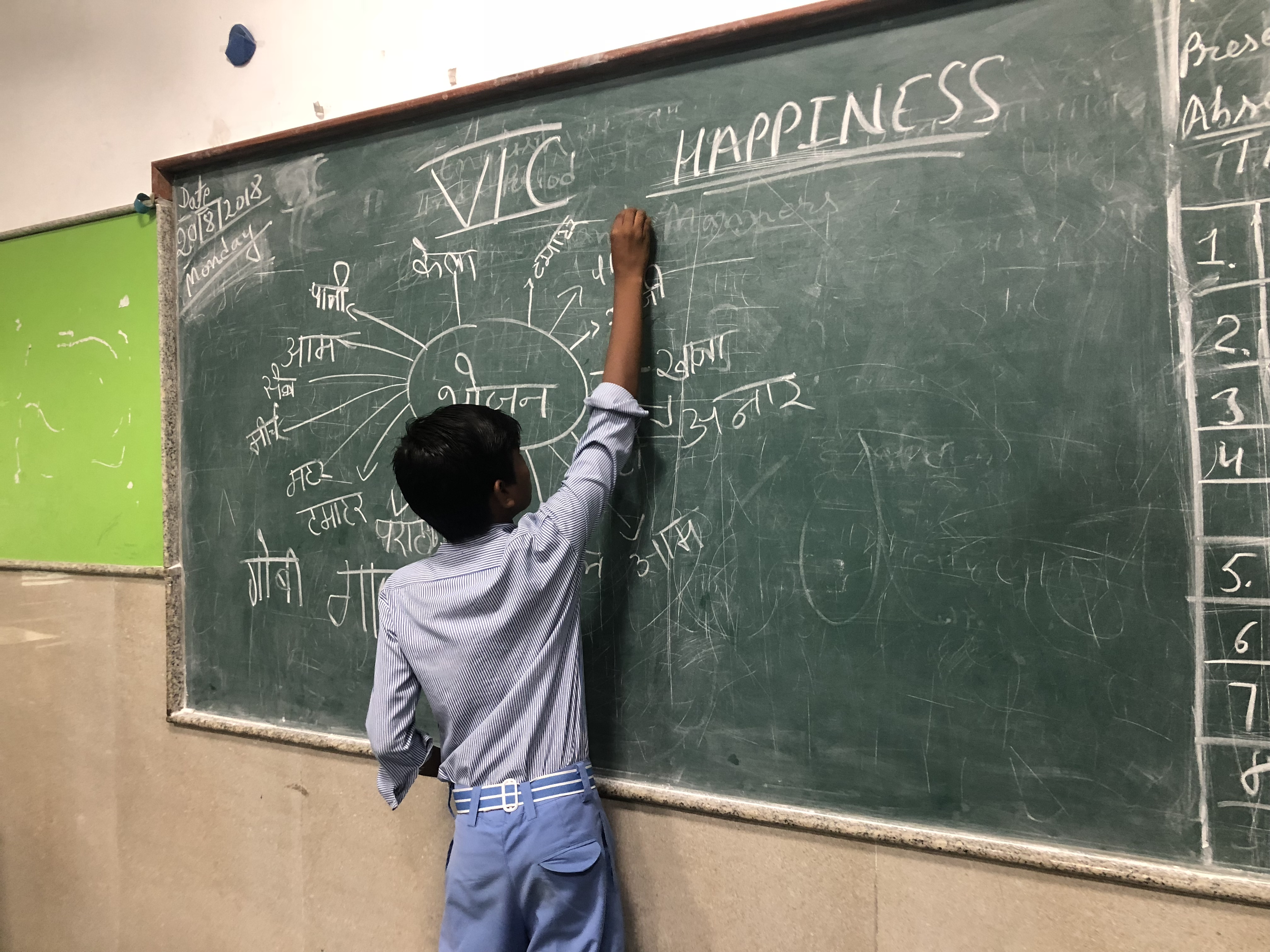
Un élève écrit au tableau dans une salle de classe en Inde, le 20 août 2018.

Le tableau noir a longtemps été utilisé dans beaucoup de salle de classe à travers le monde. Mais depuis quelques années, il est remplacé par le tableau blanc ou le paperboard sur lequel on écrit au feutre effaçable, voire au crayon de couleur. Cette substitution évite la production de poussière de craie qui provoque des allergies chez de nombreuses personnes.

### Autres équipements
La salle de classe peut être équipée avec du matériel plus ou moins récent :
- une télévision ;
- un lecteur Blu-ray et/ou un lecteur DVD ;
- un magnétoscope ;
- un vidéoprojecteur ;
- un rétroprojecteur ;
- un tableau blanc interactif ;
- des ordinateurs avec des accès à internet par câble ou par Wi-Fi.

Elle peut également être équipée de patères, pour que les élèves puissent accrocher leur veste.

### Salles spécifiques

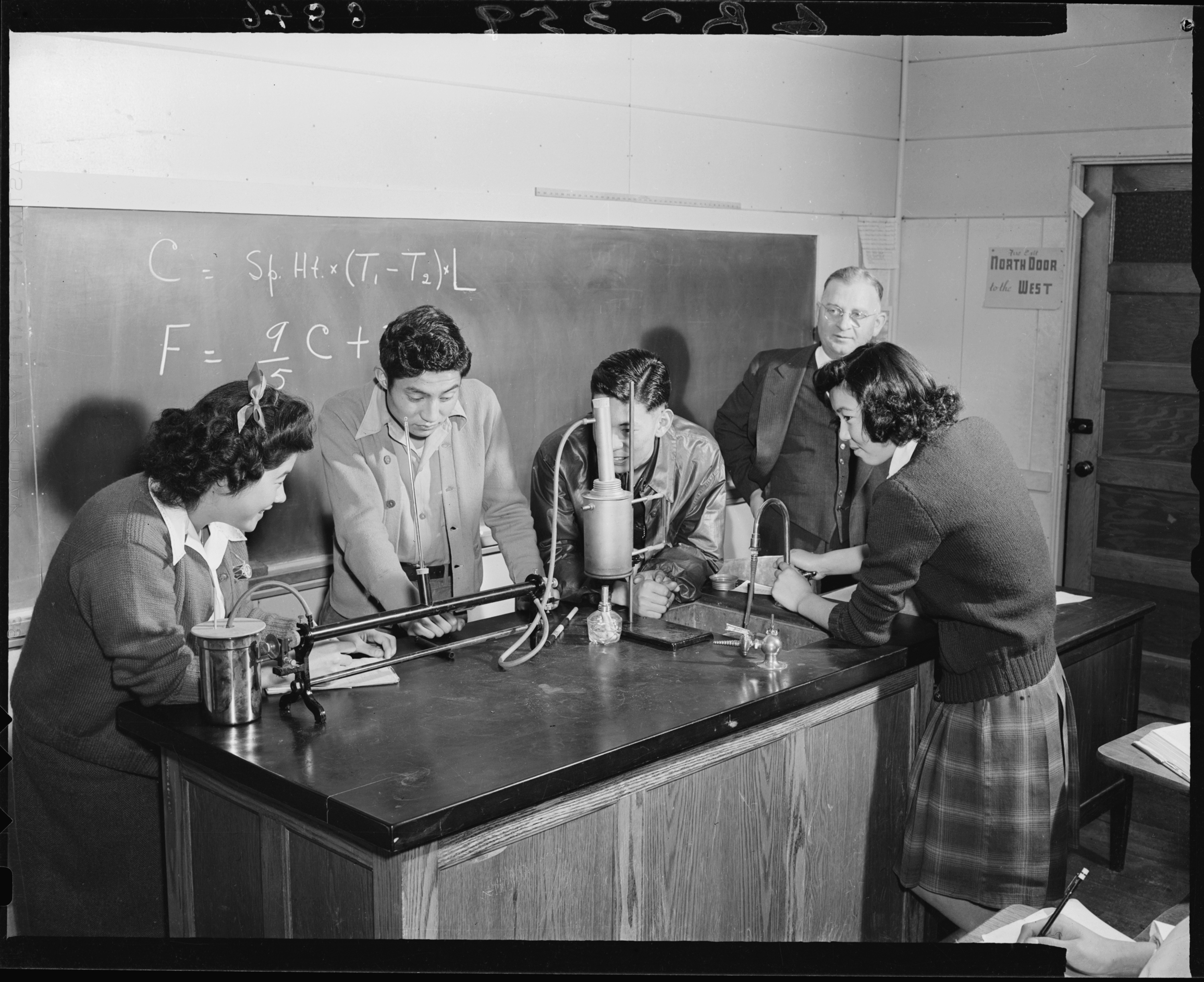
Une salle de classe de sciences physiques au Granada War Relocation Center au Colorado (États-Unis) en janvier 1945.

Une salle de cours peut également être prévue pour une matière spécifique comme par exemple : les cours de sciences ou de physique-chimie. Dans ces salles dédiées aux séances de travaux pratiques, les tables peuvent être remplacées par des paillasses, les chaises par des tabourets. La salle est alors munie d'éviers, d'arrivées de gaz,…

## Proxémie

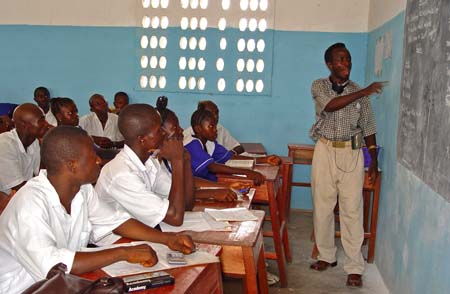
Classe d'école secondaire à Pendembu, Sierra Leone

La proxémie peut influencer les interactions sociales entre les élèves et le professeur. Une distance trop grande peut diminuer l'attention des élèves, tandis qu'une distance trop faible peut causer des conflits et des tensions. Un positionnement des tables en rangées favorise une transmission unidirectionnelle des savoirs du professeur aux élèves, alors qu'une configuration en îlots peut encourager la collaboration et la coopération entre élèves.